# Druppelschildpad
De druppelschildpad (Clemmys guttata) behoort tot de familie moerasschildpadden (Emydidae). Het is tegenwoordig de enige soort uit het geslacht Clemmys. De soort werd voor het eerst wetenschappelijk beschreven door Johann Gottlob Schneider in 1792. Oorspronkelijk werd de wetenschappelijke naam Testudo guttata gebruikt.

## Uiterlijke kenmerken
De druppelschildpad wordt niet erg groot; het schild of carapax bereikt een maximale lengte tot 12,5 centimeter, de soort heeft een vrij rond schild en is eenvoudig te herkennen aan de uniform zwarte lichaamskleur met kleine, heldere witte stippen op het rugschild. Bij jonge exemplaren zijn deze vlekken wat groter en meestal geel, en ook hebben de juvenielen een rode tekening op de buik, die na enkele jaren verdwijnt.

## Voorkomen en habitat
De schildpad komt voor in het oosten van Noord-Amerika in de Amerikaanse staten Georgia, North Carolina, South Carolina, Florida, Virginia en New England, en in Zuidoost-Canada. Deze soort is niet kieskeurig en houdt van alle wateren, als het maar niet te snel stroomt, een modderbodem aanwezig is en er zowel onder water als boven water groeiende waterplanten zijn. De schildpad komt regelmatig op het land, maar blijft in de buurt van een poel zodat hij er snel in kan duiken bij gevaar.

## Voortplanting
Het vrouwtje zet meestal niet meer dan vier eieren af die in mei of juni uitkomen.

## Leefwijze
De druppelschildpad is een omnivoor, het voedsel bestaat uit insecten, visjes en andere kleine waterdiertjes maar ook wel waterplanten. Ze houden een zomerslaap in de modderige bedding van meren en rivieren of in holen van bisamratten. Soms houden ze ook nog een winterslaap op vergelijkbare plaatsen.

## Bedreiging
De schildpad wordt zelf bejaagd door vogels en kleine zoogdieren. Sinds enkele jaren is de soort bedreigd in veel gebieden waar hij voorkomt en beschermd.